# NEODyS
NEODyS（Near Earth Objects Dynamic Site，近地天体动态网站）是一个位于意大利的跟踪所有近地小行星，包括计算轨道数据和评估撞击威胁的服务。加上NASA喷气推进实验室的近地小行星跟踪项目，这是获得关于近地天体信息的两个主要来源之一。